# Агнозия
Агнозия (от др.-греч. ἀ- — отрицат. частица + γνῶσις — знание) — нарушение различных видов восприятия (зрительного, слухового, тактильного), при котором теряется возможность узнавать и определять информацию, при сохранении чувствительности и сознания.
Агнозия является патологическим состоянием, возникающим при повреждении коры и ближайших подкорковых структур головного мозга, при асимметричном поражении возможны односторонние (пространственные) агнозии.
Агнозии связаны с поражением вторичных (проекционно-ассоциационных) отделов коры головного мозга, ответственных за анализ и синтез информации, что ведёт к нарушению процесса распознавания комплексов стимулов и, соответственно, узнавания предметов и неадекватной реакции на предъявленные комплексы стимулов.

## Зрительная агнозия
Зрительная агнозия  — невозможность узнавать и определять информацию, поступающую через зрительный анализатор. В данной категории выделяют:

- предметную агнозию Лиссауэра — нарушение узнавания различных предметов при сохранности функции зрения. При этом больные могут описывать отдельные их признаки, но не могут сказать, что за предмет перед ними. Возникает при поражении конвекситальной поверхности левой затылочной области;
- прозопагнозию (агнозию на лица) — нарушение узнавания знакомых лиц при сохранном предметном гнозисе. Больные хорошо различают части лица и лицо, как объект в целом, но не могут сообщить о его индивидуальной принадлежности. В наиболее тяжелых случаях не могут узнать себя в зеркале. Расстройство возникает при поражении нижне-затылочной области правого полушария;
- агнозию на цвета — неспособность подбирать одинаковые цвета или оттенки, а также определять принадлежность того или иного цвета к определённому объекту. Развивается при поражении затылочной области левого доминантного полушария;
- слабость оптических представлений — расстройство, связанное с невозможностью представить какой-либо объект и описать его характеристики — форму, цвет, фактуру, размер и т. п. Возникает в результате двухстороннего поражения затылочно-теменной области;
- симультанную агнозию — расстройство, связанное с функциональным сужением зрительного поля и ограничения его только одним объектом. Больные могут одновременно воспринимать только одну смысловую единицу, то есть видит больной только один предмет независимо от его размера. Развивается при поражении передней части доминантной затылочной доли;
- агнозию вследствие оптико-моторных нарушений (синдром Балинта) — расстройство, связанное с невозможностью направить взгляд в нужную сторону при общей сохранной функции движения глазных яблок. Это приводит к затруднению фиксации взора на заданном объекте; в особенности трудным является одновременное восприятие в поле зрения более, чем одного объекта. Больному трудно читать, так как он с трудом переключается от слова к слову. Развивается вследствие двухстороннего поражения затылочно-теменной области.

## Оптико-пространственные агнозии
Оптико-пространственная агнозия — расстройство определения различных параметров пространства. В данной категории различают:

- агнозию глубины — нарушение способности правильно локализовать объекты в трех координатах пространства, особенно в глубину, то есть в сагиттальном (вперед) по отношению к больному направлению, определять параметры дальше-ближе. Развивается вследствие поражения теменно-затылочной области, преимущественно её средних отделов;
- нарушение стереоскопического зрения — поражение левого полушария;
- одностороннюю пространственную агнозию — расстройство, при котором выпадает одна из половин пространства, чаще левая. Развивается при поражении теменной доли, контрлатеральной стороне выпадения;
- нарушение топографической ориентировки — нарушение, при котором больной не может ориентироваться в знакомых местах, не может найти дом, плутает в собственной квартире. При этом память остается сохранной. Развивается при поражении теменно-затылочной области;

## Нарушения восприятия времени и движения
Нарушения восприятия времени и движения — расстройства, связанные с нарушением восприятия скорости течения времени и движения объектов. Встречается редко и описано всего несколько случаев таких расстройств, связанных с поражением затылочных долей.
Нарушение восприятия движущихся объектов называется акинетопсия.

## Слуховые агнозии
Слуховые агнозии — расстройства распознавания звуков и речи, при сохранной функции слухового анализатора. Развиваются при поражении височной области. Выделяют следующие виды:
- простая слуховая агнозия — невозможность идентифицировать определённые звуки — стуки, бульканье, звон монет, шелест бумаги и т. п.
- слухоречевая агнозия — невозможность узнать речь, которую больной распознает как набор незнакомых звуков.
- тональная агнозия — выразительных аспектов голоса для этих пациентов не существует. Они не улавливают ни тона, ни тембра, ни эмоциональной окраски. Слова же и грамматические конструкции они понимают безупречно.

## Соматоагнозия
Соматоагнозия — расстройство узнавания частей собственного тела, оценки локализации их относительно друг друга. Нарушение возникает при поражении различных отделов правого полушария (поля Бродмана 7). Выделяют два основных вида:
- Анозогнозия — отсутствие осознания болезни. К которой относятся:
  - анозогнозия гемиплегии — неосознавание и отрицание наличия одностороннего паралича или пареза;
  - анозогнозия слепоты — неосознавание и отрицание наличия слепоты. При этом конфабуляторные зрительные образы воспринимаются как настоящие;
  - анозогнозия афазии — расстройство, при котором больные афазией не замечают своих ошибок, даже если их речь совершенно неразборчива.
- Аутотопагнозия — расстройство, при котором возникает игнорирование половины тела, но, главным образом, неузнавание отдельных его частей (например, больные не могут различить и правильно показать части собственного тела — части лица, пальцы рук), нарушение оценки положения отдельных частей тела в пространстве. К данной группе относятся:
  - аутотопагнозия гемикорпа (гемисоматоагнозия) — игнорирование половины тела при частичной сохранности её функций. Так, при полной или неполной сохранности движений в руке и ноге, больной не пользуется ими для осуществления разнообразных действий. Он «забывает» о них, игнорирует их существование, не включает в работу. Это игнорирование относится только к левой половине тела. Например, больной моет только одну правую руку, надевает тапок только на правую ногу. В тяжёлых случаях у больного возникает чувство отсутствия левой половины тела;
  - соматопарагнозия — восприятие поражённой части тела как чужеродной. Больной испытывает ощущение, что рядом с ним лежит другой человек, которому принадлежит одна из его ног, находящихся в кровати (левая нога больного), либо это не его нога, а палка или другой предмет. В некоторых случаях возникает ощущение, что тело распилено на две половины, что голова, рука или нога отделены от туловища. Часто могут возникать ощущения увеличения или уменьшения левой части тела (макро- или микросоматогнозия). Чувство изменения размеров отдельных частей тела обычно сочетается с ощущением утяжеления или необычной легкости. Эти ощущения тягостны для больного и тяжело им переживаются;
  - соматическая аллостезия — расстройство, связанное с ощущением увеличения количества конечностей (неподвижных или двигающихся). Наиболее часто это касается левых конечностей, особенно левой руки (псевдополимелия). Первые описания псевдополимелии принадлежат В. М. Бехтереву (1894) и П. А. Останкову (1904). В обоих наблюдениях присутствовала бульбо-спинальная локализация патологического процесса. В 1904 г. В. М. Бехтерев впервые описал пациента с правополушарным очагом и ощущением лишней левой руки. В зарубежной литературе псевдополимелия чаще называется «множественным фантомом» конечности (supernumerary phantom limbs), «лишней конечностью» (spare limb) или «удвоением частей тела» (reduplication of body parts). Наиболее часто она встречается при сосудистом поражении головного мозга, реже — после черепно-мозговой травмы, при опухолях головного мозга, при рассеянном склерозе. Ощущение дополнительной конечности могло являться аурой при эпилептических припадках. В подавляющем большинстве случаев речь шла об удвоении руки, значительно реже отмечалось удвоение одновременно руки и ноги или одной ноги. Очень редко больные ощущали у себя больше трёх рук или ног: F. Sellal и соавт. описали пациента с «шестью руками», P. Vuilleumier и соавт. — «с четырьмя ногами». Анализ литературы с описанием больных, у которых псевдополимелия развилась при поражении головного мозга, позволил выявить два важных момента. Во-первых, наиболее часто псевдополимелия отмечалась при поражении правого полушария мозга. Во-вторых, у всех пациентов локализация очагов повреждения была глубинной. Наиболее часто страдали глубинные отделы теменной доли, таламус, его связи с теменной долей и внутренняя капсула. Симптоматика, на фоне которой развивалось ощущение лишних конечностей, была сходной: всегда имелись грубые двигательные нарушения в сочетании с чувствительными, причем обязательно страдало мышечно-суставное чувство. К этому добавлялись в разном сочетании симптомы, характерные для поражения правого полушария: анозогнозия, игнорирование левой стороны пространства, аутотопагнозия гемикорпа и т. д.[1] Проявлением ощущения мнимых конечностей является фантом ампутированных конечностей, когда больные после ампутации кисти руки, предплечья, стопы с голенью продолжают ощущать их присутствие. Иногда в фантомных конечностях возникают боли (у больного с удалённым бедром может возникнуть ишиалгия бедра). Наиболее устойчивые фантомные ощущения возникают в дистальных отделах конечностей — кистях и пальцах рук, стопах и пальцах ног. Часто фантомные конечности ощущаются уменьшенными или увеличенными в размерах. Одним из основных условий развития фантома является внезапность ампутации (травма, операция). В случае длительного развития заболевания, приведшего к необходимости ампутации, фантом обычно не возникает;
  - аутотопагнозия позы — расстройство, при котором больной не может определить, в каком положении находятся части его тела (поднята или опущена его рука, лежит он или стоит и т. п.). Больные затрудняются в копировании положения руки по отношению к лицу, не могут точно скопировать положение указательного пальца врача по отношению к лицу. Сходные затруднения наблюдаются у тех же больных при узнавании и копировании разных по ориентации положений кистей рук по отношению друг другу, демонстрируемых врачом. Во всех этих заданиях элементы праксиса позы очень тесно связаны со схемой тела и её узнаванием. Аутотопагнозия позы встречается чаще, чем пальцевая агнозия. Возникает при поражении верхнетеменной области левого полушария и её связей со зрительным бугром (нарушения двусторонние);
  - нарушение ориентировки в правом-левом — больной не узнает, какая из двух его рук или ног правая, а какая левая, не может показать правый глаз или левое ухо. Затруднения возрастают, если больной должен определить правую и левую стороны, показать правую или левую руку (глаз) на теле врача, сидящего напротив. Особенно трудным становится выполнение этого задания, если врач скрестит руки на груди. Нарушения ориентировки в правом-левом возникают при поражении левой теменной доли у правшей (угловая извилина). Однако описаны относительно редкие случаи, когда такие дефекты возникают и при правотеменном поражении (по наблюдениям после проведённых нейрохирургических операций);
  - пальцевая агнозия (синдром Герстмана) — расстройство, при котором больной не может указать на своей руке палец, который показывает у себя на руке врач, особенно если при этом врач меняет положение руки. Наиболее часто ошибки узнавания отмечаются для II, III и IV пальцев как правой, так и левой руки. Признаков соматоагнозии для других частей тела обычно не наблюдается. Возникает при поражении левой теменной доли (угловая извилина).
- апрактоагнозия